# Gloster Gnatsnapper
Il Gloster Gnatsnapper fu un aereo da caccia imbarcato, monoposto, monomotore e biplano, sviluppato dall'azienda aeronautica britannica Gloster Aircraft Company nei tardi anni venti rimasto allo stadio di prototipo.
Progettato per soddisfare una specifica dell'Air Ministry britannico, non riuscì a superare il confronto con il concorrente Hawker Nimrod e il suo sviluppo venne interrotto.

## Utilizzatori
Regno Unito
- Fleet Air Arm